# James Chalmers (Verleger)

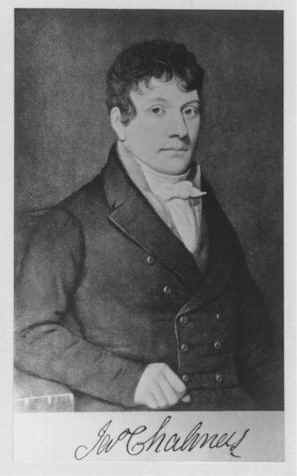
James Chalmers

James Chalmers (* 2. Februar 1782 in Arbroath; † 26. August 1853 in Dundee) war Druckereibesitzer und Zeitungsverleger im schottischen Dundee. Ihm wird, wie auch Rowland Hill und Lovrenc Košir, die Erfindung der Briefmarke zugesprochen.
James Chalmers griff die Vorschläge des Londoner Verlegers Charls Knight vom Juni 1834 auf, der vorschlug, Verschlussstreifen für Zeitungen mit einem Wertstempeleindruck zu 1 Penny herzustellen. Dies sollte den Versand von Zeitungen durch die Post deutlich beschleunigen. James Chalmers, der begeistert von dieser Idee war, begann bereits im August 1834 mit der Herstellung von kleinen aufklebbaren Zettelchen mit einem Wertstempeleindruck, die uns heute als Briefmarken bekannt sind. Der Zeitungsverleger reichte jedoch seinen Vorschlag zur Einführung seiner Briefmarken erst im Februar 1838 ein. Anstoß der Veröffentlichung war, dass Rowland Hill mit seiner Postreform in einer Denkschrift erstmals an die Öffentlichkeit trat.
Die von James Chalmers eingereichten Briefmarkenentwürfe waren jeweils fünf zusammenhängende Stücke in rotem Druck, die bereits probeweise entwertet waren und sogar eine Gummierung besaßen. Die Grundlage für seine Versuchsdrucke bildeten wahrscheinlich aufklebbare Steuermarken aus Großbritannien, die es damals für die verschiedensten Zwecke gab.
Am 6. Mai 1840 kam es schließlich zur Ausgabe der ersten Briefmarken der Welt im Vereinigten Königreich. James Chalmers wurde in diesem Zusammenhang von Rowland Hill jedoch in keiner Weise erwähnt. Dies war lange Zeit die Grundlage zwischen den Streitigkeiten der Nachfahren Hills und Chalmers über die Frage nach dem wahren Erfinder der Briefmarke.
James Chalmers erhielt 1846 eine Ehrengabe der Stadt Dundee für seine Verdienste zur Reformierung des Postwesens.